# Amara latithorax
Amara latithorax (лат.) — вид жужелиц и подсемейства харпалин. Единственный представитель подрода Harpaloamara. Встречается на границе Китая и Мьянмы.

## Описание
Жуки длиной тела 8,5-9,0 мм. Переднеспинка с отчетливо закругленными задними углами, слегка или умеренно тупыми. Надкрылья с небольшими суббазальными вдавлениями, сосредоточенными на шестой бороздке, а у некоторых особей также на 4 и/или 5 бороздках. Верх тела чёрный, с очень слабым металлическим синим или зелёным металлическим отблеском у большинства особей.

## Экология
Обитают по краям сельскохозяйственных полей, включая рисовые поля, а также по берегам ручьев.